# Шайхутдинов, Рустам Раджапович
Рустам Раджапович Шайхутдинов — российский пианист, деятель искусств, бывший заведующий кафедрой специального фортепиано Уфимской государственной академии искусств имени Загира Исмагилова, кандидат искусствоведения, профессор, Заслуженный деятель искусств Республики Башкортостан, лауреат республиканских и международных конкурсов (Франция, Италия, Швейцария) пианистов, лауреат Государственной республиканской молодёжной премии им. Ш. Бабича.

## Биография
Родился в Уфе, в семье музыкантов. Отец — Раджап Юнусович Шайхутдинов, заслуженный артист РСФСР (1985), БАССР (1976).
В семь лет поступил в Среднюю специальную музыкальную школу. Впоследствии окончил Российскую Академию Музыки им. Гнесиных в 1998 г. (класс профессора М.С. Гамбарян). С 1999 по 2001 гг. обучался в аспирантуре МаГК (науч. рук. – кандидат искусствоведения, профессор О.А. Якупова). В УГАИ работает с 1998 г.
Защитил в 2001 году кандидатскую диссертацию по теме «Фортепианная школа Г. Р. Гинзбурга в свете современных тенденций развития пианизма».
Женат, имеет сына.

## Деятельность
Уфимский пианист, выступает с несложной программой в городах Республики Башкортостан и соседних регионов, как солист и в составе ансамблей. Член жюри международных конкурсов — Val Tidone Young Talents Competition, «Silvio Bengalli Piano Prize», «Contessa Tina Orsi Anguissola Scotti Chamber Music Prize», им. К. Н. Игумнова, им. 3. Исмагилова, им. Н. Сабитова.
Член Российского союза молодых ученых, член Совета Регионального отделения Российского союза молодых ученых в Республике Башкортостан;
Бывший заведующий кафедрой Специального фортепиано Уфимского государственного института искусств им. З. Исмагилова.

Профессор Российской академии естествознания,
Автор более 20 работ: научные статьи, программы. Среди них: 
- Фортепианная школа Г. Р. Гинзбурга и её роль в развитии современного пианизма: Монография. – Уфа, 2006;
- О преодолении некоторых аппликатурных и фактурных трудностей (на материале рекомендаций Г. Р. Гинзбурга).– М.- Уфа, 1998;
- История фортепианного искусства: Программа для студентов фортепианных отделений музыкальных вузов. – Уфа, 2003; и др.

## Награды и звания
Заслуженный деятель искусств Республики Башкортостан;
Лауреат Государственной республиканской молодёжной премии им. Ш. Бабича